# Бициклизам на Летњим олимпијским играма 1896 — спринт, појединачно за мушкарце
Бициклистички спринт за мушкарце је једна од дисциплина такмичења у бициклизму на програму Олимпијским играма 1896 у Атини. Такмичење у спринту је одржано на велодрому Neo Phaliron 11. априла. у дужини од 2 километра односно 6 кругова. Учествовала су 4 такмичара из 3 земље.

## Земље учеснице
- Француска (2)
- Немачко царство (2}
- Грчка {1}

## Освајачи медаља
| Пол Масон Француска | Стаматиос Николопулос Грчка | Леон Фламан Француска |

## Коначан пласман
| Место | Бициклиста                    | Држава       |
| ----- | ----------------------------- | ------------ |
|       | Пол Масон · Француска         | 4:58,2       |
|       | Стаматиос Николопулос · Грчка | 5:00,2       |
|       | Леон Фламан · Француска       | непознато    |
| 4     | Јозеф Роземајер Немачка       | није завршио |

Јозеф Роземајер из Немачке је у току трке има механичке проблеме па је напустио трку пре краја и остао без пласмана. Француски бициклисти су заузели 1. и 3. место, док је Грк Николопулос освојио је друго место.